# بیمارستان آسونتا
بیمارستان آسونتا (به انگلیسی: Assunta Hospital) بیمارستانی خصوصی در مالزی است که در ۱۹۵۴ میلادی ساخته شد و دارای ۲۴۵ تخت است.